# Idiosynkrasi
Idiosynkrasi (gr. ιδιοσυγκρασία idiosynkrasia: idio, egen + syn, sammen + krasia, blanding) er et fremmedord der betyder "noget som er særegent for en enkelt person eller gruppe og som forhindrer denne person eller gruppe i at blive beskrevet gennem en regel eller ved hjælp af en kategori".
Det kan også beskrives som en persons modvilje i forhold til en person, et begreb eller en ting.
Eksempel: "Chefen afviste kategorisk at møde før klokken 9, at ansætte brunetter og at beskæftige sig med detaljer såsom regnskaber. Disse idiosynkrasier førte i sidste ende til firmaets bankerot."

## Medicinsk
Inden for lægevidenskaben er idiosynkrasi en abnorm reaktion over for visse stoffer – stort set synonymt med allergi.
| Sprog | Spire Denne artikel om sprog er en spire som bør udbygges. Du er velkommen til at hjælpe Wikipedia ved at udvide den. |